# Master Detective Archives: Rain Code
Master Detective Archives: Rain Code est un jeu vidéo d'aventure développé par Too Kyo Games et Spike Chunsoft, ce dernier l'éditant également. Il est sorti le 30 juin 2023 sur Nintendo Switch.
Une version intitulée Master Detective Archives Rain Code Plus est sortie le 1er octobre 2024 sur Playstation 5, Xbox Series et Windows.

## Trame

### Univers
Master Detective Archives: Rain Code se déroule à Kanai Ward, une ville pluvieuse éclairée par des néons et contrôlée par une mégacorporation du nom d'Amaterasu Corporation. Des Maîtres Détectives du monde entier, réunis dans l'Organisation Mondiale des Détectives, entreprennent de révéler la vérité derrière les mystères non résolus disséminés dans les différents districts de la ville,,.

### Personnages
Le jeu suit Yuma Kokohead, jeune protagoniste amnésique dont la formation de détective débute chez l'Organisation Mondiale des Détectives (OMD). Peu sûr de lui, il est accompagné par une divinité de la mort nommée Shinigami, laquelle l'aide dans les affaires où il enquête. Le duo reçoit également le soutien des Maîtres Détectives de l'organisation, chacun détenant une capacité spéciale appelée « aptitude criminalistique », utilisée afin de récolter des indices. Celles-ci vont du Déguisement (imiter l'apparence et la voix d'autrui), à l'Ouïe fine (détecter les battements cardiaques et les murmures) en passant par la Rétrocognition (être témoin de scènes de crime passées). L'Agence de Détective Noctures, filiale de l'OMD présente à Kanai Ward, est présidée par Yakou Furio. Ce dernier cherche néanmoins à éviter le conflit avec les Pacificateurs d'Amaterasu Corporation.

## Développement

Logo de Enigma Archives: Rain Code, ancien titre du jeu.

Master Detective Archives: Rain Code est co-développé par Spike Chunsoft et Too Kyo Games, une société créée en 2017 par d'anciens employés de Spike Chunsoft. Il est écrit par Kazutaka Kodaka et Takekuni Kitayama, et comporte de la musique de Masafumi Takada (en) et Jun Fukuda, et des illustrations de personnages de Rui Komatsuzaki (en) et Shimadoriru ; plusieurs membres clés du personnel ont déjà travaillé sur la série Danganronpa de Spike Chunsoft,.
Kodaka a commencé la planification du jeu en 2016 alors qu'il travaillait encore chez Spike Chunsoft,. Il est conçu pour être différent de Danganronpa, avec un cadre de dark fantasy influencé par le travail du cinéaste Tim Burton, et utilise entièrement des modèles 3D, par opposition au mélange d'environnements 3D et de personnages 2D comme Danganronpa, bien qu'il présente toujours un aspect similaire psycho-pop aux couleurs fluo. Il est développé avec Unreal Engine.
Le jeu a été présenté pour la première fois par Too Kyo Games en 2018 avec une illustration conceptuelle montrant une ville pluvieuse et un fantôme, et fut annoncé en novembre 2021 sous le nom de Enigma Archives: Rain Code. En septembre 2022, il est renommé Master Detective Archives: Rain Code, et est annoncé pour sortir au printemps 2023 sur Nintendo Switch,.

## Accueil

### Critique
Master Detective Archives: Rain Code est accueilli positivement par la critique, avec une note moyenne de 77 % sur Metacritic. 

### Ventes
Master Detective Archives: Rain Code s'est vendu à plus de 50 000 exemplaires lors de sa première semaine de commercialisation au Japon.